# Рощино (Белгородская область)
Рощино — посёлок Валуйского района Белгородской области России. Входит в состав Валуйского городского округа  .

## География
Находится в юго-восточной части региона, в лесостепной зоне, в пределах Среднерусской возвышенности, у административной границы с Вейделевском  районом.

### Климат
Климат характеризуется как умеренно континентальный, с жарким летом и сравнительно холодной зимой. Среднегодовая температура воздуха — 6,6 °C. Средняя температура воздуха самого холодного месяца (февраля) — −8,8 °C (абсолютный минимум — −36 °C); самого тёплого месяца (июля) — 20,8 °C (абсолютный максимум — 39 °С). Безморозный период длится 163 дня. Годовое количество атмосферных осадков — 490 мм, из которых 342 мм выпадает в период с апреля по октябрь.

## История
В 1968 г. указом президиума ВС РСФСР посёлок первого отделения совхоза имени Ватутина  переименован в Рощино.
Входил в состав Насоновского сельского поселения, упразднённое 19 апреля 2018 года при преобразовании Валуйского района в Валуйский городской округ.

## Население
| 2002 | 2010 |
| ---- | ---- |
| 82   | ↘66  |

## Инфраструктура
Личное подсобное хозяйство.
Основа экономики — сельское хозяйство. Действовало отделение совхоза имени Ватутина.

## Транспорт
Нехаевка доступна автотранспортом по автодороге регионального значения «Новый Оскол — Валуйки — Ровеньки» (идентификационный номер 14 ОП РЗ К-8). Остановка общественного транспорта «Рощино».